# Giải quần vợt Úc Mở rộng 2022 - Đôi nữ xe lăn
Diede de Groot và Aniek van Koot là đương kim vô địch và bảo vệ thành công danh hiệu, đánh bại Yui Kamiji và Lucy Shuker trong trận chung kết, 7–5, 3–6, [10–2].

## Hạt giống
1. Diede de Groot /  Aniek van Koot (Vô địch)
2. Yui Kamiji /  Lucy Shuker (Chung kết)

## Kết quả

### Từ viết tắt
| - Q = Vòng loại - WC = Đặc cách - LL = Thua cuộc may mắn - Alt = Thay thế - SE = Miễn đặc biệt | - PR = Bảo toàn thứ hạng - w/o = Thắng nhờ đối thủ rút lui trước trận đấu - r = Bỏ cuộc giữa trận đấu - d = Bị xử thua - SR = Xếp hạng đặc biệt |

### Chung kết
|  | Bán kết | Bán kết                           | Bán kết | Bán kết                | Bán kết |                               |     | Chung kết | Chung kết | Chung kết | Chung kết | Chung kết |  |
|  |         |                                   |         |                        |         |                               |     |           |           |           |           |           |  |
|  | 1       | Diede de Groot Aniek van Koot     | 6       | 6                      |         |                               |     |           |           |           |           |           |  |
|  | 1       | Diede de Groot Aniek van Koot     | 6       | 6                      |         |                               |     |           |           |           |           |           |  |
|  |         | Dana Mathewson Kgothatso Montjane | 0       | 3                      |         |                               |     |           |           |           |           |           |  |
|  |         | Dana Mathewson Kgothatso Montjane | 0       | 3                      | 1       | Diede de Groot Aniek van Koot | 7   | 3         | [10]      |           |           |           |  |
|  |         |                                   |         |                        |         | Diede de Groot Aniek van Koot | 7   | 3         | [10]      |           |           |           |  |
|  |         |                                   | 2       | Yui Kamiji Lucy Shuker | 5       | 6                             | [2] |           |           |           |           |           |  |
|  |         | Jiske Griffioen Zhu Zhenzhen      | 2       | Yui Kamiji Lucy Shuker | 5       | 6                             | [2] | 2         | 3         |           |           |           |  |
|  |         |                                   |         |                        |         |                               |     | 2         | 3         |           |           |           |  |
|  | 2       | Yui Kamiji Lucy Shuker            | 6       | 6                      |         |                               |     |           |           |           |           |           |  |